# Kościół Matki Bożej Pocieszenia w Brzyskiej Woli
Kościół Matki Bożej Pocieszenia w Brzyskiej Woli – rzymskokatolicki kościół parafialny w Brzyskiej Woli, w województwie podkarpackim.
Wybudowany w latach 1976-79 wg projektu Romana Orlewskiego. Wewnątrz ściany przyozdobione polichromią przedstawiającą historię kościoła, namalowaną przez Andrzeja Kubata. Nad wejściem chór z organami z 1983 roku. Obok kościoła dzwonnica. Budowę kościoła poprzedziło wybudowanie w 1958 roku drewnianego kościoła, który spłonął 29 października 1961 roku.